# The Album (album de Terror Squad)
Pour les articles homonymes, voir The Album.
Albums de Terror Squad
True Story
(2004)
The Album est le premier album studio de Terror Squad, sorti le 21 septembre 1999. 
L'album s'est classé à la 4e place du Top R&B/Hip-Hop Albums et à la 22e du Billboard 200.

## Liste des titres
| No  | Titre                | Contient un (des) sample(s) de             | Durée |
| --- | -------------------- | ------------------------------------------ | ----- |
| 1.  | In for Life          | Could It Be Magic de Barry Manilow         | 4:29  |
| 2.  | Pass the Glock       |                                            | 4:00  |
| 3.  | '99 Live             | Tubular Bells de Geoff Love                | 4:13  |
| 4.  | Whatcha Gon Do?      | Porque Yo Te Amo de Sandro                 | 3:20  |
| 5.  | Triple Threat        |                                            | 4:03  |
| 6.  | War                  |                                            | 3:05  |
| 7.  | Bring It On          |                                            | 3:54  |
| 8.  | As the World Turns   |                                            | 4:32  |
| 9.  | Gimme Dat            |                                            | 3:37  |
| 10. | Feelin' This         |                                            | 4:20  |
| 11. | All Around the World | La Di Da Di de Doug E. Fresh et Slick Rick | 3:59  |
| 12. | Tell Me What U Want  |                                            | 4:45  |
| 13. | Rudeboy Salute       | The Warnings (Part II) de David Axelrod    | 4:14  |
| 14. | My Kinda Girls       |                                            | 3:56  |
| 15. | Payin' Dues          |                                            | 3:51  |
| 16. | www.thatsmyshit.com  |                                            | 3:41  |